# Stomp the Yard
Stomp the Yard ist ein US-amerikanisches Filmdrama von Sylvain White aus dem Jahr 2007.

## Handlung
Nach einem Battle wird DJs jüngerer Bruder Duron während einer Schlägerei erschossen. DJ zieht daraufhin zu seiner Tante nach Atlanta, wo er an der Truth University studieren soll. Dort verliebt er sich in die hübsche April, die Tochter des Universitätsdirektors und Freundin des Mu-Gamma-Typen Grant. Auf Grund seiner unglaublichen Moves streiten sich bald zwei Fraternities (dt. Studentenverbindungen) um ihn. Die Thetas und die Mu Gammas. Als DJ sich für die Thetas entscheidet und bald darauf mit April zusammenkommt, sind die beiden Fraternities zerstrittener als je zuvor. Als jedoch Grant DJ beim Direktor anschwärzt, droht alles zu scheitern – der Erfolg der Thetas beim Steppen, seine Beziehung zu April und das Studium, das DJ für seinen toten Bruder durchziehen wollte. In der Atlanta-Arena beim nationalen Stepp-Contest entscheidet sich, wer von nun an das Sagen hat. Die Thetas haben das Gefühl, mit DJ an ihrer Seite die siebenfachen Gewinner des Contests – die Mu Gammas – schlagen zu können …

## Kritiken
Justin Chang schrieb in der Zeitschrift Variety, die Tanzszenen seien dynamischer als der Rest der Handlung. Die erzählte Geschichte sei „formelhaft“.

„Skurril anmutender Jugendfilm über die schwarze Subkultur des Battle Dancing, der sich in der aseptischen Liebesgeschichte verliert und soziale Botschaften lediglich in Plattitüden verkauft.“

## Auszeichnungen
Columbus Short und Meagan Good wurden in der Kategorie Bester Kuss für den MTV Movie Award 2007 nominiert, eine weitere Nominierung erhielt Columbus Short als Bester Newcomer. Der Film als Bestes Drama, Columbus Short, Meagan Good und Chris Brown wurden 2007 für den Teen Choice Award nominiert.

## Hintergrund
Der Film wurde in Atlanta gedreht. Seine Produktionskosten betrugen schätzungsweise 14 Millionen US-Dollar. Der Film spielte bis zum 18. März 2007 in den Kinos der USA ca. 61,4 Millionen US-Dollar ein.
2010 entstand mit Stomp the Yard 2 eine Fortsetzung, die direkt für den DVD-Markt produziert wurde.